# Baie de Sainte-Barbe
Pour les articles homonymes, voir Sainte-Barbe.
La baie de Sainte-Barbe (en anglais : St. Barbe Bay) est une baie située au nord-ouest de l'île de Terre-Neuve. 

## Géographie
La baie se Sainte-Barbe s'ouvre sur la côte occidentale de l'île de Terre-Neuve et le golfe du Saint-Laurent. Elle est bordée par la localité portuaire de Sainte-Barbe d'où partent les traversiers pour relier la côte opposée du Québec à Blanc-Sablon, située à 28 kilomètres de distance sur l'autre rive du détroit de Belle-Isle.